# Araneus apricus
Araneus apricus es una especie de araña del género Araneus, tribu Araneini, familia Araneidae. Fue descrita científicamente por Karsch en 1884.
Se distribuye por Sudáfrica, Zimbabue, Botsuana, Malaui, Zambia, Mozambique, Esuatini, Tanzania, Kenia, Santo Tomé y Príncipe y Uganda. La especie se mantiene activa durante todos los meses del año.